# ふたご座SW星
ふたご座SW星（ふたござSWせい、SW Geminorum、SW Gem）は、ふたご座の脈動変光星。

## 特徴
ふたご座SW星は、SRA型の半規則型変光星で、680日の周期で8.6等と10.5等の間を変光する。ふたご座SW星が分類されるSRA型は、半規則型変光星の中でも周期性の良い変光をする赤色巨星が分類される型であり、ふたご座SW星自身もスペクトル型がM5IIIの赤色巨星である。

## 名称
「ふたご座SW星」という名称は、変光星の命名規則に従って付与されたもので、ふたご座で23番目の変光星であることを意味する。